# Gentlemen's agreement
Un gentlemen's agreement (dall'inglese, con il significato letterale di "accordo fra gentiluomini") è un patto informale tra due parti, generalmente orale o meno frequentemente scritto.
Si basa essenzialmente sul presupposto che entrambe le parti rispetteranno la parola data sul proprio onore in quanto, a differenza di un contratto formale, esso non può essere difeso giudizialmente.
Non avendo natura coercitiva, è opinione comune che l'incentivo a non venire meno a un gentlemen's agreement risieda nella reciproca convenienza a rispettarlo (per esempio, guadagno per entrambe le parti, oppure limitazione di un danno o di un rischio che senza l'accordo potrebbe essere peggiore per entrambi).
Era un gentlemen's agreement ad esempio il patto tra Italia e Regno Unito del 2 gennaio 1937 che precedette gli Accordi di Pasqua.